# 아비디아 (루키우스 베루스의 어머니)

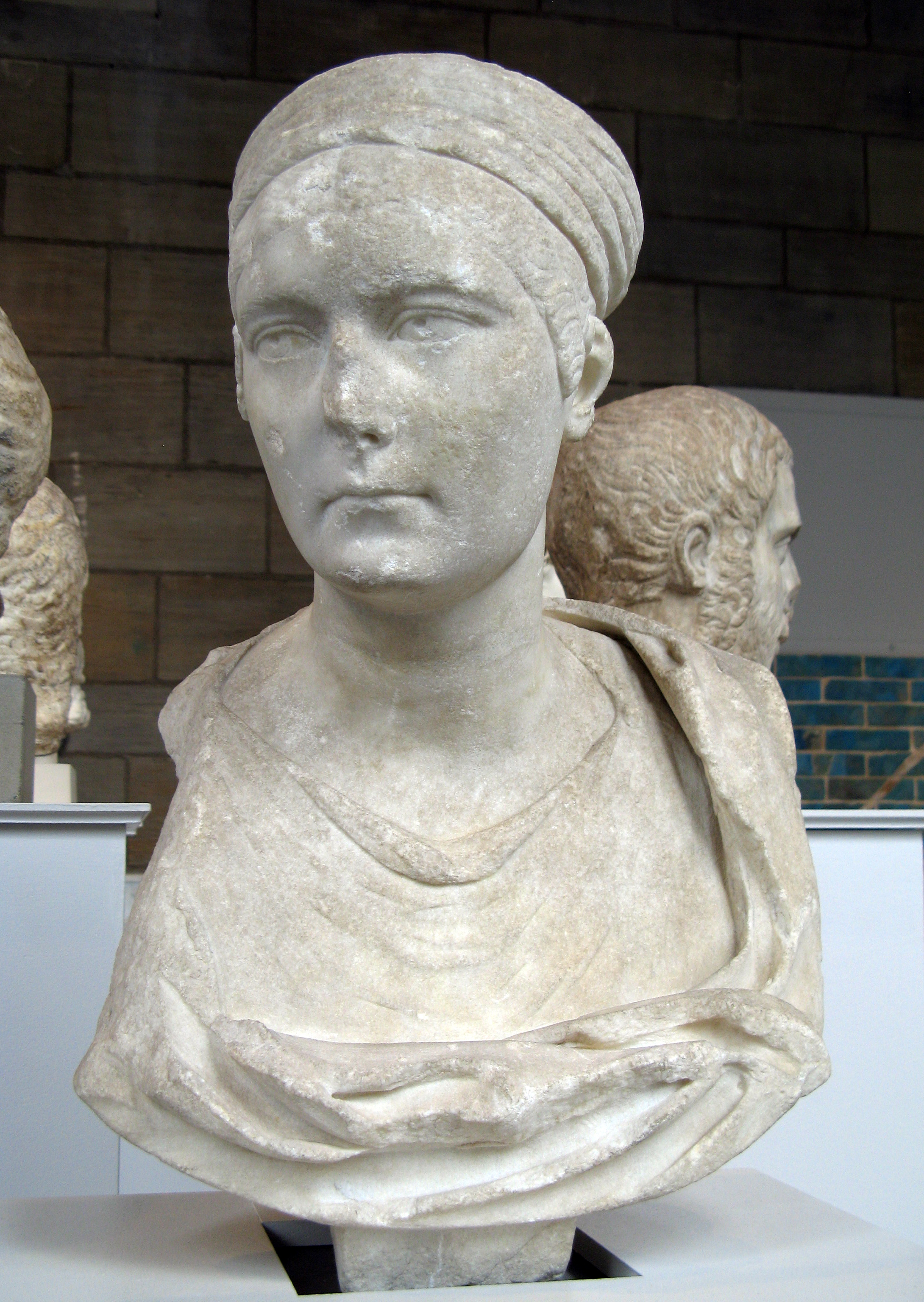
아비디아의 초상. Ca. 136–138. 뉴헤이븐 예일 대학교 미술관.

아비디아 (Avidia, 2세기 활동)는 폭넓은 인맥을 지닌 로마의 귀족 여성이다. 로마 제국을 지배하던 네르바-안토니누스 왕조의 잘 알려지지 않은 인물이었다.

## 생애
아비디아는 폭넓은 인맥을 지닌 로마 원로원 의원 가이우스 아비디우스 니그리누스와 이름이 알려지지 않은 첫째 부인 사이의 딸이다. 플라우티아가 그녀의 양어머니였을 것으로 여겨진다. 아비디아는 파벤티아 (오늘날 이탈리아 파엔차)에서 태어나고 자랐다. 그녀의 가족은 저명하고, 부유하며 연줄이 든든했다.
그녀의 가족은 그리스 역사가 플루타르코스, 로마 원로원의원 소 플리니우스, 로마 황제 트라야누스와 그의 가족들과 친우 사이었다. 그녀의 가족은 그리스와 밀접한 관계가 있었으며 그녀의 조부모 가이우스 아비디우스 니그리누스는 로마 황제 도미티아누스 재위 (서기 81년-96년) 어느 시기에 아카이아 속주의 프로콘술로 복무했는데, 이 직위는 그녀의 종조부 티투스 아비디우스 퀴에투스 역시 맡은 바 있었다. 그녀의 가족은 집정관 가이우스 페트로니우스 폰티우스 니그리누스와 관련이 있었을 수도 있는데, 그는 로마 황제 티베리우스가 37년에 사망했을 때 집정관직을 수행 중이었다.
아비디아의 아버지는 로마 원로원의 명으로 118년에 처형당하였는데, 그가 로마 황제 하드리아누스를 전복하려는 계획에 연루되었던 원로원 의원 네 명 중 한 명이었기 때문이었다. 처형 이후 어느 때, 그녀의 어머니 또는 양어머니는 다른 로마 원로원 의원과 혼인했을 것이다.
130년 이전 아비디아는 영향력 있는 로마 원로원 의원 루키우스 아일리우스 카이사르와 혼인했다. 아일리우스는 136년 후계자로서 로마 황제 하드리아누스에 의해 입양되었다. 아비디아는 아일리우스 사이에서 아들 둘과 딸 둘을 낳았다:
- 루키우스 베루스 – 본명은 루키우스 케이오니우스 콤모두스이다. 161년부터 사망한 169년까지 마르쿠스 아우렐리우스와 공동 황제로서 재위했다. 루키우스 베루스는 마르쿠스 아우렐리우스와 소 파우스티나의 둘째 딸 루킬라와 결혼하였다.
- 가이우스 아비디우스 케이오니우스 콤모두스 – 로마에서 발견된 금석문을 통해 알려짐.
- 케이오니아 파비아 – 136년 마르쿠스 아우렐리우스와 약혼했다. 138년, 마르쿠스 아우렐리우스가 로마 황제 안토니누스 피우스에게 입양되며, 아우렐리우스는 파비아와의 약혼을 끝냈다. 아우렐리우스는 안토니우스 피우스의 딸 소 파우스티나와 약혼하게 되었고 이후 그녀와 혼인했다.
- 케이오니아 플라우티아 - 퀸투스 세르빌리우스 푸덴스와 혼인했다.

138년 초, 아일리우스가 사망하였고, 하드리아누스는 안토니누스 피우스를 그의 두 번째 양자이자 후계자로서 입양했다. 안토니누스는 반대로 마르쿠스 아우렐리우스와 루키우스 베루스를 입양해야만 했다. 아일리우스가 하드리아누스의 뒤를 이어 황제로서 통치할 만큼 오래 살았더면, 아비디아는 로마의 황후가 되었을 수도 있었다.
아비디아가 아일리우스 사망 후 재혼을 했는지는 알려지 있지 않다. 현재 남아 있는 세 점의 초상 흉상이 그녀의 아들 루키우스 베루스의 흉상과의 신체적 유사성을 근거로 아비디아의 것으로 추정되고 있다. 이 흉상들은 136년년–138년의 것으로 추정되며, 이때는 아일리우스가 하드리아누스의 후계자로 입양되었을 때다.
그녀의 아들이 마르쿠스 아우렐리우스와 함께 공동 황제로서 재위했을 때, 루키우스 베루스는 어머니에 대한 송덕비 두 개를 봉헌했다. 이 금석문은 로마에서 발견되었고 그녀를 가이우스 아비디우스 니그리누스의 딸이자 로마 황제 루키우스 베루스의 어머니로서 칭송하고 있다. 아비디아가 아들의 공동 통치를 한 것을 볼만큼 오래 살았는지는 알려져 있지 않다.

## 참고 자료
- Cassio Dione e l'impero romano da Nerva ad Antonino Pio: alla luce dei nuovi by Guido Migliorati, 2003 – Italian Historical Secondary Source
- The Cambridge ancient history, Volume 11 By Alan K. Bowman, Peter Garnsey, Dominic Rathbone Limited preview - Edition: 2 - Item notes: v. 11 – 2000
- Plutarch's Sertorius: A Historical Commentary. C. Konrad Chapel Hill: University of North Carolina Press, 1994
- Marcus Aurelius, by Anthony Richard Birley, Routledge, 2000
- A dictionary of the Roman Empire By Matthew Bunson – 1995
- http://www.roman-emperors.org/lverus.htm
- http://ancientrome.ru/art/artworken/img.htm?id=2762.
- https://web.archive.org/web/20110720122702/http://ecatalogue.art.yale.edu/detail.htm?objectId=7368
- http://penelope.uchicago.edu/Thayer/E/Roman/Texts/Historia_Augusta/Aelius*.html#2.8
- http://penelope.uchicago.edu/Thayer/E/Roman/Texts/Historia_Augusta/Lucius_Verus*.html